# Adolf von Wyhl
Adolf Brosch von Wyhl (nach 1945: Dolf von Wyhl; * 5. Februar 1903 als Adolf Julius Brosch in Biebrich am Rhein; † 13. September 1982 in Berlin) war ein deutscher Bühnen- und Filmschauspieler. 

## Leben und Wirken
Adolf Brosch von Wyhl wurde als Kind für die Schauspielerei entdeckt. Er gab seinen Bühneneinstand in der Posse Der Raub der Sabinerinnen und beim Film 1919 in einer Inszenierung des wie Wyhl aus Biebrich stammenden, nur unwesentlich älteren Teenagers Edy Dengel. Später verließ Wyhl den Wiesbadener Raum und begann in der deutschen Provinz Theater zu spielen. Überwiegend mit Wanderbühnen unterwegs, erhielt von Wyhl bis 1945 auch das eine oder andere Festengagement wie etwa an die Stadttheater von Potsdam, Braunau am Inn und Aschaffenburg. An der letztgenannten Bühnenstation ließ man ihn während des Zweiten Weltkriegs auch Stücke inszenieren. 
Auch in der frühen Nachkriegszeit trat von Wyhl, der nunmehr seinen durch Hitler kontaminierten Vornamen Adolf kurzerhand um den Anfangsbuchstaben verkürzte und sich fortan Dolf von Wyhl nannte, als Theaterregisseur (etwa in Wiesbaden) in Erscheinung, blieb aber in erster Linie Schauspieler. Zum Film kehrte Wyhl erst nach einem Vierteljahrhundert Abwesenheit zurück und übernahm in den 1950er Jahren kleinere Rollen in drei DEFA-Produktionen. Zuletzt war er 1967 als künstlerischer Berater bei der Berliner „Komödie“ engagiert. Adolf von Wyhl starb 1982 in seiner Wohnung in Berlin-Wilmersdorf.

## Filmografie
- 1919: Das Schloß des Schreckens
- 1920: Der Mann mit der Todesmaske
- 1925: Patsy ist jung verheiratet (Kurzfilm)
- 1925: Patsy ist arbeitslos (Kurzfilm)
- 1950: Die lustigen Weiber von Windsor
- 1955: Star mit fremden Federn
- 1956: Der Richter von Zalamea
- 1966: Unser Pauker (Episode: Das Pflegekind)
- 1967: Die Mission